# James Liddy
James Liddy est un poète et romancier irlandais né le 1er juillet 1934 à Dublin et mort le 5 novembre 2008 à Milwaukee.